# 淨零排放

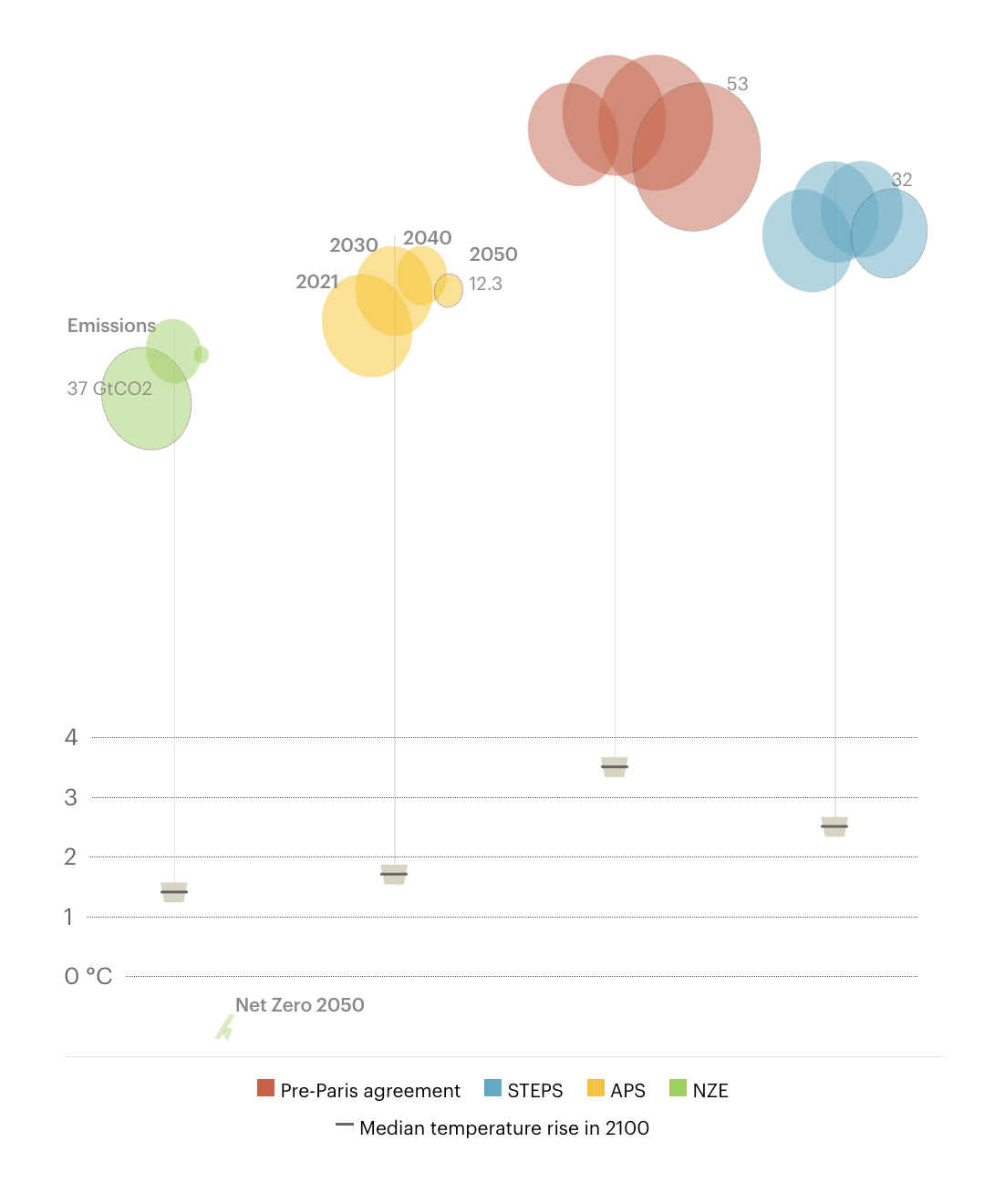
於幾種氣候變化情景之下，全球到2100年的暖化程度估計：
綠色點線: 國際能源署所建議在2050年前達到能源相關的溫室氣體排放為淨零的程度，可將升溫控制在1.5°C內。
藍色點線: 各國淨零排放承諾加上其他承諾可將升溫控制在1.7°C左右。
黃色點線: 迄2022年，尚有許多氣候承諾無相關政策的支持，屆時升溫程度將會達到2.5°C。
紅色點線: 在巴黎協定於2015年簽訂之前，全球的升溫軌跡，估計若仍然持續，屆時將會達到升溫3.5°C的程度。

淨零排放（英語：Net zero emissions），或簡稱為淨零（Net zero），是指温室气体排放量尽可能减少到接近零，為減緩全球暖化的行動之一。此處的“排放”有時僅指二氧化碳。
實現淨零目標需要採取減少排放的行動，例如從使用化石燃料能源轉向使用永續能源。為平衡多餘的排放，相關組織通常會透過購買碳信用來將之抵銷。「淨零排放」、「碳中和」（carbon neutrality）和「氣候中和」（climate neutrality）這三個詞通常可互換使用。（pp. 22–24）但在某些情況下，不同的術語有不同的含義。例如一些標準化機構會同意多項採用抵銷的做法給予碳中和認證，而不會因此而給予淨零排放的認證。
淨零在過去幾年中已成為終極氣候目標的主要框架，各個國家和組織都設定有淨零目標。目前已有超過140個國家制定淨零排放目標，其中包括有些是在過去幾十年中曾抵制過氣候行動的。設有淨零目標的國家，其國內生產毛額（GDP）合計佔全球的92%、佔排放量的88%，以及佔世界人口的89%。全球收入最大的2,000家上市公司中的65%，和財星美國500強公司中的63%均設有淨零排放目標。公司之會設定此種目標是出於自願行動及政府監管的結果。
雖然越來越多主體承諾並設定淨零目標，但此類聲明的可信度參差不齊，其中大多數都不太可信。雖然某些設定的淨零目標涵蓋有全球61%的二氧化碳排放量，但可信的僅涵蓋7%的。這種低目標可信度反映出缺乏有約束力的監管，以及需要持續創新與投資以達到脫碳的結果。
迄今已有27個國家頒佈國內淨零立法，即由政府立法部門通過包含淨零目標或同等目標的法律法規。雖然目前尚無國家依法強制其國內的公司實現淨零排放，但有些國家正在籌劃中，特別是瑞士。

## 歷來及科學依據
淨零排放的想法源自於2000年代末期，在研究大氣、海洋和碳循環如何對二氧化碳排放做出反應時形成。這項研究的結論是只有二氧化碳排放量減少到淨零，地球的氣候變化才能停止。淨零排放是《巴黎協定》中所列目標的基礎。表示我們必須「在本世紀下半葉於人為溫室氣體排放與使用碳匯將之移除間取得平衡」。聯合國政府間氣候變化專門委員會（IPCC）於2018年發佈《IPCC全球升溫1.5ºC特別報告》（SR15）後，「淨零」一詞開始流行。SR15指出，「達到並維持全球人為二氧化碳淨零排放和非二氧化碳輻射強迫的淨下降，可在數十年的時間尺度內阻止人為的全球暖化（高置信度）。」
淨零排放的概念經常與「穩定大氣中溫室氣體濃度」混淆。後者源自1992年6月在巴西里約熱內盧召開的的聯合國環境與發展會議所簽署的聯合國氣候變化綱要公約（UNFCCC）。兩個概念並不相同。因為碳循環作用不斷將一小部分歷史累積的人為二氧化碳排放吸收到植被和海洋中。即使當前二氧化碳排放量減少至零，這種二氧化碳被小量吸收的情況仍會發生。如果大氣中二氧化碳的濃度保持恆定，表示仍有一些二氧化碳排放會持續發生。由於深海只能逐漸吸收大氣溫度，全球平均地表溫度因而仍會持續上升數個世紀（估計約為一千年）。如果人類活動直接產生的二氧化碳排放量減少到淨零，大氣中二氧化碳的濃度就會下降，深海對於氣溫的調整足以克服地表氣溫上升的速度。結果將是往後幾十年或幾個世紀全球平均地表溫度即可大致維持恆定。
單獨將二氧化碳排放達到淨零的程度，會比同時將甲烷、一氧化二氮和氟化氣體等其他溫室氣體達到淨零排放容易。完成這些非二氧化碳溫室氣體排放達到淨零目標，日期會變得較晚，部分原因是氣候模型建模者認為其中一些排放（例如農業活動產生的甲烷）更難淘汰。然而這些強效但壽命較短暫的氣體將在短期內推高氣溫，有可能更早推升溫度超過1.5°C（相對於第一次工業革命前的全球平均氣溫）的閾值。全面的淨零目標將針對所有的溫室氣體進行移除。

## 相關名詞
國家、地方政府、企業和金融機構（在氣候談判中被統稱為參與者）都會公佈實現淨零排放的承諾。
在氣候變化的討論中，我們經常使用「淨零」、「碳中和」和「氣候中和」等名詞，彷彿它們的含義相同。（pp. 22–24）但在某些情況下，它們有不同的含義。通常人們使用這些術語時並未作出嚴格定義。

## 施行
全球自2015年以來，承諾淨零排放的參與者數量顯著增加。已有許多標準來解釋淨零的概念，並用其衡量工作的進度。（p. 38）其中有些標準比另一些更為周全。有人對於一些薄弱的標準提出批評，認為它們會促成漂綠的結果。（p. 38）由聯合國、UNFCCC、國際標準化組織（ISO）和基於科學的目標倡議(SBTi)所提出的標準會更為周全。

### 溫室氣體種類
一些淨零目標僅針對實現二氧化碳淨零排放，而有別的淨零目標是針對實現所有溫室氣體的淨零排放。周全的參與者淨零標準，應將所有溫室氣體都包含在其目標中。
一些研究報告撰寫者說「碳中和」策略只關注二氧化碳，而淨零則包括所有溫室氣體。但有些出版物，例如法國的國家戰略，則用「碳中和」來表示所有溫室氣體的淨零排放。美國承諾在2050年達成「淨零」的目標，但截至2021年3月，尚未具體說明其目標中包含有哪些溫室氣體。

### 排放源範圍
由全球非營利性研究性組織世界資源研究所建立的溫室氣體協議（Greenhouse Gas Protocol）是溫室氣體核算中最常見的一組標準。這類標準反映出許多核算原則，包括相關性、完整性、一致性、透明度和準確性。
這類標準將排放區分為三個範圍。
- 範圍1涵蓋公司範圍內（由公司擁有或控制）的所有直接溫室氣體排放，[32]包括燃料使用、公司車輛和洩漏排放（英语：Fugitive emission）。[33]
- 範圍2涵蓋因耗用購買的電力、熱力、制冷或蒸汽而產生的間接溫室氣體排放。[34]截至2010年，全球溫室氣體排放量中至少有三分之一是來自範圍2的排放。[35]
- 範圍3的排放源包括供應商和產品使用者（合稱為「價值鏈」）的排放。貨物運輸和其他間接排放也屬於此範圍。[36]一些石油公司聲稱其營運（範圍1和2）有淨零排放的結果。[37]但此種聲明並未包括其客戶燃燒石油時產生的排放。範圍3排放通常是企業溫室氣體排放的最大來源，例如使用石油公司如[[沙烏地阿拉伯國家石油公司|沙烏地阿美公司}}銷售的石油。[38]據估計，由此而來的排放量佔向碳揭露專案報告所有排放量的75%，但佔比在各個業務部門之間的差異很大。[39]

周全的「淨零」標準要求列入範圍3的排放量，但"碳中和"標準則不需要。

### 達成淨零排放的做法

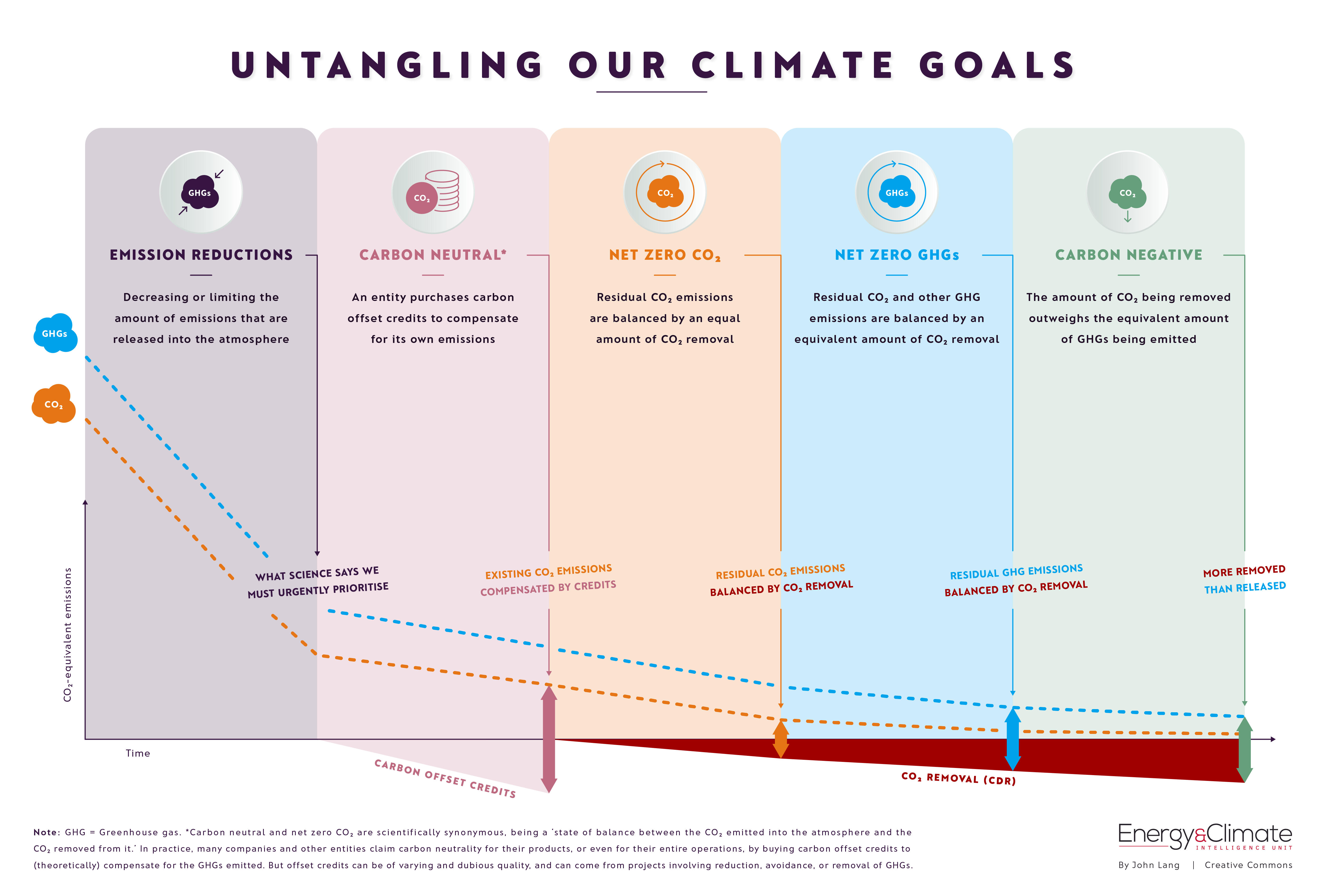
政界人士、企業界及科學家經常把「碳中和」與「淨零排放」互換使用，但有專家會區分兩者，如圖表所示。

任一參與者可透過幾種方法的組合來達成淨零排放，包括 (1) 採取行動以減少自身排放，(2) 直採取行動進行二氧化碳移除，以及 (3) 購買碳信用。

#### 減少排放
周全的淨零標準要求參與者遵循基於科學的途徑盡可能減少自己的排放。然後他們必須利用移除和抵消方式來清除剩餘的排放。（p. 12）因而通常會從使用化石燃料轉向使用可持續能源。所謂殘餘排放是指出於技術原因，實際上難以清除的那些。
專家和淨零框架之間對於得以保留的殘餘排放確切佔比存在意見分歧。大多數指導認為應將其限制在總排放量的一小部分，數量由行業特性和地理因素決定。SBTi表示大多數部門的殘餘排放量應降至組織基準排放量的5-10%之間。對於一些具有競爭性替代方案的產業（例如電力產業）而言，比例應該降得更低。對減排難度較大的產業如重工業等，到2050年的殘餘排放量可能會被允許有較高的佔比。
ISO和英國標準協會 (BSI) 發佈的「碳中和」標準對殘餘排放的容忍度高於「淨零」標準。例如BSI PAS 2060是英國衡量碳中和的標準。根據前述標準，碳中和是短期目標，淨零則為長期目標。

#### 碳移除與抵銷
為清除殘餘排放，參與者可採取直接行動從大氣中將其移除，之後再封存。或是透過購買碳信用來「抵消」（offset）自己的排放量。透過碳信用措施取得的資金可用來資助林地復育等碳移除計畫。
ISO和BSI的嚴格淨零標準只承認移除活動所清除的溫室氣體與其原本停留在大氣中的有一致的長久性。這個概念可稱為「等效」（like for like）移除。長久性表示必須將捕集而來的溫室氣體封存的時間與對應大氣中溫室氣體的生命週期相同。例如甲烷在大氣中的壽命約為12年。二氧化碳的壽命為300至1,000年。因此移除二氧化碳後，將之封存必須比移除甲烷後的封存要使用更長的時間。
透過碳信用籌得的資金還可用於資助避免排放的措施，其中案例有針對改善能源效率的修改或執行再生能源專案。而排放抵銷是針對基線或現狀減少排放的行動，但並未消除大氣中的排放物。 ISO和BSI中所列的「碳中和」標準允許組織使用碳信用以抵銷組織自身的排放，但未說明此類信用的長久性程度。
碳抵銷在多個方面受到批評。其中一重要的擔憂是抵消將會延遲參與者的主動減排行動。研究人員凱文·史密斯（Kevin Smith）在跨國研究所（國際性研究與倡議智庫）於2007年發表的的報告中將碳抵銷比喻為中世紀天主教會所頒發的大赦（或稱贖罪券）。他說此種抵銷透過排放者支付費用「以赦免其所犯下的碳罪」。凱文·史密斯說這會導致人們維持「一切照舊」的態度，而把需要進行的重大變革扼殺。許多人批評碳抵消在「漂綠」中發揮的作用。荷蘭廣告監管機構（Dutch Advertising Authority）於2023年11月22日裁定殼牌公司須撤銷其碳中和宣傳活動。該機構採用前述觀點，認為宣傳活動存在誤導消費者的行為。
由於碳抵銷計畫的監管寬鬆，加上計算溫室氣體封存和減排量具有的困難度，也引起批評，論點是如此會導致無法實質上充分抵銷排放。因而有些措施被推出以達到更好的監管。聯合國自2001年起開始實施碳抵銷認證程序（稱為清潔發展機制）。建立認證的目的是刺激「永續發展和減排，同時給予工業化國家在實現減排目標方面有一定的靈活性。」 英國政府氣候變化委員會表示於實施碳抵銷後，所報告的排放減少或移除可能已發生，但可能無法持續。縱然全球和英國的標準有所改進，但情況仍然如此。
人們也批評種植非本地品種和單一樹種的森林作為碳抵銷的手段。因為此做法「對本地生物多樣性和其他生態系服務的影響有限，有時甚至是負面影響」。
現今自願市場上的大多數碳信用不符合聯合國、UNFCCC、ISO或SBTi的長久性二氧化碳移除標準。要在本世紀中葉實現淨零目標，將需要對碳捕集和長久地質封存技術進行大量投資。

### 時限
為實現淨零目標，參與者受鼓勵去設定2050年或更早達成的目標。長期淨零目標應每隔一到五年檢驗一次，其間加上中期目標以作輔助。聯合國、UNFCCC、ISO和SBTi均表示各組織應優先考慮及早與前期的減排。並表示應設定在2030年將排放量減半。不同產業的具體減排目標和途徑可能有所不同，有些可能比其他會更快、更容易執行。

### 完整核算
制定標準的機構所提出的指導意見中稱組織應選擇一個基準年來衡量減排量，基準年應能代表其典型的溫室氣體特徵。並應為基線選擇以及如何計算從基線開始後的變化提供解釋。金融機構也應將排放相關考量納入其投資組合中（包括其所有借貸、投資或承保的對象）。應包括國家和地區領土境內的排放量，以及於其境內進口及所消費的產品和服務的相關排放量。
城市和國家在計算排放量時會遇到挑戰，這是因為其境內的產品和服務的生產可能與內部消費，或是出口有關，而同時人們也會消費進口的產品和服務。因此很重要的是必須明確說明排放量是在生產地還是消費地發生的，此有助於防止重複計算。全球化市場中漫長的製造鏈會讓這一點變得有挑戰性。研究再生能源系統和電動載具電池還面臨其他挑戰，這是因為在測量生命週期排放時，開採原材料相關的隱含能源和其他影響通常很大，而在使用地點的排放量反而很小。

### 公平與影響
淨零概念會因其對公平和分配的影響而受到批評。使用移除或碳信用的方式尤其會引起爭議。這是因為抵消項目本身可能會產生有害影響。ISO淨零指南中指出，淨零策略應與聯合國永續發展目標保持一致，而能「支持公平和全球向淨零經濟的過渡，以及任何後續取代2030年永續發展目標的新規定」。UNFCCC的「競向零排放」（Race to Zero）運動表示，減排和移除行動中應「保障最弱勢群體和社區的權利」，並表示參與組織應揭露其將如何對受氣候影響和轉型影響的社區給予支持。

### 全球淨零目標同步
聯合國高級別專家小組對公佈的非國家實體淨零排放承諾，為非國家參與者（包括城市、地方政府、金融機構和公司）提出幾項建議。其中之一是不為新的化石燃料開發計畫提供資金，另一是支持強而有力的氣候政策，再有就是確保商業活動和投資不會導致森林砍伐。（pp. 12–13）

## 產品標準
根據領先的標準化和指南敘述，產品（而非公司）可由官方認證機構認證為"碳中和"，但不能認證為"淨零"。背後的基本原理是在組織及其供應鏈真正達到淨零的程度之前，讓產品於此時聲稱達到淨零恐成為虛偽陳述，有漂綠的疑慮。

## 可信度

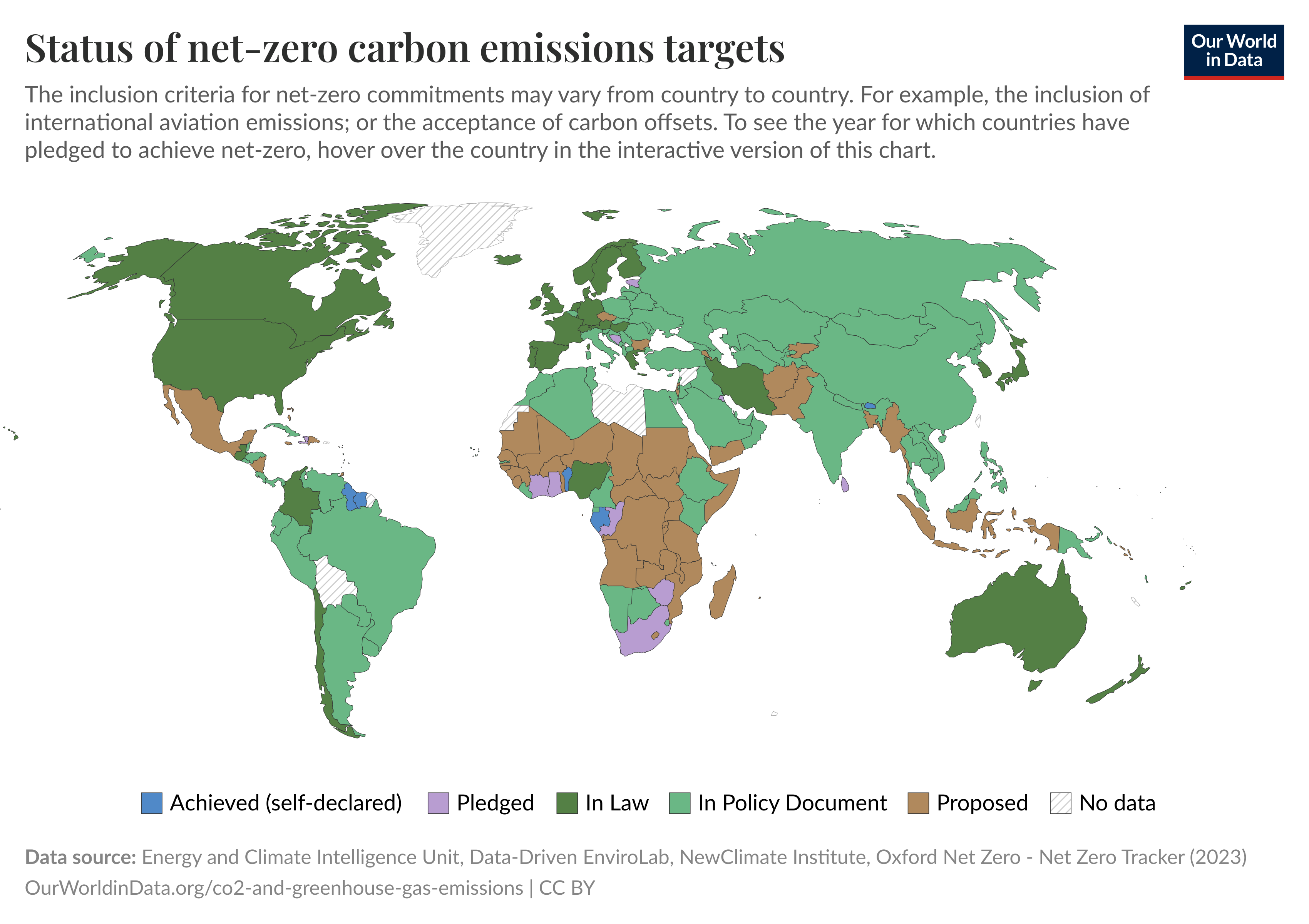
迄2021年11月，世界各國設定"淨零"目標的狀況，各國設定目標所採的標準可能並不相同。藍色：達成、綠色：已立法、淺綠色：置入政策文件中、淺棕色：已提承諾，白底斜線：無資料。

雖然有越來越多的國家和組織（私營和公共部門）承諾實現淨零排放，但說法的可信度仍然很低。由於缺乏有拘束力的法規強制要求向淨零過渡，絕大多數淨零承諾都是在自願的基礎上提出。由於缺乏執法機制，表示許多說法都值得懷疑。而在煉鋼、水泥和化學品生產等許多行業，實現淨零排放的途徑在技術上仍不明朗。如果要提高聲稱淨零的可信度，將需要對研究和創新作進一步投資以及更進一步監管。
追蹤淨零排放承諾的氣候科學家聯盟，其研究發現雖然法律或政策文件中所含淨承諾的文字大幅增加（從2020年的7%增加到2023年的75%），但很少有國家達到「有意義的淨零排放承諾」最低要求，或者在「競向零排放」運動中被稱為「起跑線標準」，其中除有明確的承諾之外，還必須有「為實現目標而採取的計劃和已公佈的行動證據。」

### 碳信用的作用
許多淨零聲明可信度低的主要原因是對碳信用的嚴重依賴。碳信用通常用於抵消參與者在其他地方的排放。例如許多化石燃料公司已承諾在2050年實現淨零排放，而其開採活動仍繼續增加溫室氣體排放。這些公司使用碳信用和碳捕獲技術來抵銷持續開採和燃燒化石燃料所產生的排放，而被聯合國譴責為漂綠的危險範例。

## 2050年最後期限
許多公司經常號稱已提出在2050年實現淨零排放的承諾。這些承諾通常是在企業層級提出，政府和國際機構均鼓勵企業為國家或國際淨零排放承諾做出貢獻。國際能源署預測全球要在2050年實現淨零排放，在2030年前每年對化石燃料低碳替代品的投資要達到4兆美元。
而有些團體擔心全球到2050年無法實現淨零排放，或是認為到2050年才實現淨零排放，為時已晚。

## 批評
氣候科學家詹姆斯·戴克（James Dyke，英國艾希特大學教授）、羅伯特·沃森（英國東英吉利大學教授）和沃爾夫岡·克諾爾（Wolfgang Knorr，瑞典隆德大學教授）提出淨零概念對減排有害的觀點，因為這種概念允許參與者依賴未經證實的解決方案（碳抵消、二氧化碳移除及氣候工程）而推遲當前的減排工作：「假設這些[技術補救措施（technological fixes）]可大規模部署，本身就是問題所在。等於開出一張空白支票，讓化石燃料持續燃燒，並加速破壞棲息地。」透過追溯1988年至2021年的氣候變化政治導致減排方面的失敗歷史，三位科學家「痛苦地認識到所謂淨零排放的理念允許一種不計後果的『先燃燒，後解決』方式，而導致全球碳排放量持續飆升。」三位最後表示：「目前的淨零政策無法將氣溫上升控制在1.5°C之內，因為從來就沒打算這樣做。它們過去是、現在仍然是出於保護一切照舊，而非保護氣候。如果我們要讓世人安全生存，現在就需要大規模、持續去削減碳排放。[……]一廂情願的時代已不能存在。」
公民社會運動化石燃料不擴散條約倡議主席且波拉·波曼於2021年聲稱其倡議中所提的條約將是實現《巴黎協定》目標的更真實、更現實的方式，而非「淨零」方法，她將其稱為是種「妄想，來自不良的科學概念。」
加拿大經濟學家馬克·李（Marc Lee）在長達16頁的報告《危險的注意力失焦》（Dangerous Distractions）中指出淨零有可能成為一種危險的注意力失焦，會把導致實際減排的政治壓力減弱。「淨零目標表示真正實現來自化石燃料零排放的動力會減少，這是一種一切照舊的規避路徑，將更有意義的氣候行動推遲……加拿大不應把賭注押在未來的碳移除技術上，而該計劃管理化石燃料淘汰，並將公共資源投資於再生能源等真正的解決方案，以及來自化石燃料進行公正轉型。」

### 資料來源
- Ranganathan, J.; Corbier, L.; Bhatia, P.; Schmitz, S.;  et al.  (PDF) (报告). World Resources Institute. March 2004  [2022-12-20]. （原始内容存档 (PDF)于2024-02-05）.